# Mordellistena unicolor
Mordellistena unicolor är en skalbaggsart som beskrevs av Leconte 1862. Mordellistena unicolor ingår i släktet Mordellistena och familjen tornbaggar. Inga underarter finns listade i Catalogue of Life.